# Хилл, Джулия
Джулия «Баттерфляй» Хилл (настоящее имя — Джулия Лоррейн Хилл, родилась 18 февраля 1974) — американская экологическая активистка, отстаивающая идеи энвайронментализма.
В конце 1997 года забралась на дерево в Калифорнии и провела на нём более двух лет — до конца 1999 года. Упоминается в песне Can’t Stop группы Red Hot Chili Peppers (2002) как Джей Баттерфляй.

## Детство и юность
Отец Джулии был странствующим проповедником, по причине этого семья часто переезжала. Джулия жила в автофургоне вместе с отцом, матерью и двумя братьями — Майком и Дэном. Она была средним ребёнком в семье. Во время путешествий Джулии часто доводилось бывать на природе, посещать палаточные лагеря. Во время одной из прогулок на палец девочке села бабочка и долго не хотела улетать. С тех пор за Хилл закрепилось прозвище Баттерфляй (Бабочка).
Когда Джулия стала учиться в средней школе, семья обосновалась в городке Джонсборо (штат Арканзас).

## Авария
В августе 96-го Хилл пострадала в серьёзной автомобильной аварии. Машина, где находились Джулия и её подруга, была сзади атакована нетрезвым водителем. Удар был настолько сильным, что голова Джулии была пробита рулём. Почти год понадобился ей, дабы восстановить возможность нормально передвигаться и говорить. Сама Хилл считает, что эта трагедия кардинально изменила её жизнь и направила по новому, более правильному пути. «Руль в моей голове, в прямом и переносном смысле, дал мне новое направление в жизни», — говорит Джулия.

## Сидя на дереве

Выступление Хилл в 2009 году.

После выздоровления Джулия Хилл отправилась в Калифорнию, где посетила регги-концерт, проводимый в качестве протеста против вырубки местных лесов.
Первоначально Джулия не являлась членом какой-либо «зелёной» организации, самостоятельно пытаясь сделать всё возможное для сохранения флоры и фауны США.
10 декабря 1997 года Хилл забралась на 55-метровое мамонтово дерево, названное ею Луна. Акция протеста Джулии Хилл продлилась 738 дней. За это время на её долю выпало немало испытаний — холодные дожди, ураган Эль Ниньо, полицейские вертолёты, осада со стороны военных и нападение разгневанных лесорубов.
Консенсус был достигнут в 1999 году, когда фирма Pacific Lumber согласилась сохранить Луну и другие деревья в округе. Однако в 2000 году дерево подверглось нападению вандалов, повредивших его в нескольких местах бензопилой. Усилиями добровольцев дерево, ставшее к тому времени знаменитым на всю Америку, было спасено.

## Последующая жизнь
С момента своей нашумевшей акции Джулия Хилл стала популярным оратором-мотиватором (проводит до 250 выступлений в год), автором ряда книг и организатором нескольких фондов, занимающихся охраной природы.